# Heinrich Gretler
Heinrich Gretler, född 1 oktober 1897 i Zürich-Hottingen, död 30 september 1977 i Zürich-Hottingen, var en schweizisk skådespelare. 

## Filmografi (urval)
- 1930 – Menschen am Sonntag
- 1931 – M (ej krediterad)
- 1931 – Berlin-Alexanderplatz - Die Geschichte Franz Biberkopfs
- 1933 – Dr. Mabuses testamente
- 1938 – Skyttesoldat Wipf
- 1952 – Heidi
- 1952 – Nachts auf den Straßen
- 1958 – Brott på ljusa dagen
- 1959 – Jag och min ko
- 1961 – Falskmyntarna
- 1991 – Väntan på syndafloden